# 吴仁忠
吴仁忠（1946年—2017年6月30日）江苏海门人，中国人民解放军空军少将。

## 生平
1964年自海门市四甲中学高中毕业后，1964年8月入伍，选飞至空军某飞行学院学习，1968年毕业，大学本科学历。1966年6月加入中国共产党。历任战士、学员、飞行员、中队长、副大队长、大队长、副团长、团长，航空兵某师师长，沈阳军区空军训练基地司令员，空军某指挥所参谋长，空军某基地副司令员，空一军军长等职。
他曾先后在中共中央党校、国防大学高级干部班培训和国防大学研究班深造，并撰写过军事理论论文若干，曾多次随空军代表团出国访问，是中国人民解放军空军优秀飞行员、优秀飞行教员、优秀指挥员，被评为中国人民解放军空军首批特级飞行员，曾多次参加中国人民解放军空军部队驻训、轮战等重大军事行动，多次参加、组织、指挥、导演大型军事演习。在1998年参加地方抗洪抢险中，任空军部队北线总指挥。他曾立三等功二次，二等功一次，是中共十五大代表。
1994年晋升空军少将军衔。
2017年6月30日，吴仁忠在大连病逝，享年71岁。